# High (canción de The Chainsmokers)
«High» es una canción por el dúo estadounidense The Chainsmokers, fue lanzada a través de Columbia Records y Disruptor el 28 de enero de 2022 como primer sencillo de su cuarto álbum de estudio, So Far So Good (2022). El video musical fue lanzado el mismo día. También marca la primera música nueva del dúo desde World War Joy (2019). Una versión de demo de la canción con The Kid Laroi se filtró en 2021 antes del lanzamiento de la versión oficial. Esta canción tuvo un impacto instantáneo en la radio pop.

## Promoción
A principios de enero de 2022, el dúo publicó un clip teaser, que tiene ondas con un filtro morado en Instagram con la leyenda: "Who's ready? #TCS4". El 13 de enero de 2022, subieron un video con la leyenda: "Lo siento, The Chainsmokers Are Back", anunciando que saldría el sencillo.

## Video musical
El 28 de enero de 2022 se lanzó un video musical adjunto y fue dirigido por Kid. Estudio. Está protagonizada por Drew Taggart "persiguiendo un interés amoroso [...] en un avión, la parte superior de un rascacielos y cayendo por el aire".
El video reunió un millón de visitas en menos de 24 horas.